# 条纹蝴蝶鱼
条纹蝴蝶魚，為輻鰭魚綱鱸形目蝴蝶魚科的一個種。

## 分布
本魚分布於西印度洋的紅海及亞丁灣。

## 深度
水深2－25公尺。

## 特徵
本魚呈長橢圓形，吻短，體色以黃色為底，眼睛被一黑色斑塊圍繞，其上有一白色斑塊，鰓蓋部位有紅色細點，體上半部為深褐色，體側具有8至9條黑色近水平的橫條紋。各鰭黃色，且有橙色弧形條紋及褐色邊緣，另外尾鰭上有排列成弧形的紅色小斑點。體長可達22公分。

## 生態
本魚棲息在珊瑚茂盛的礁石平臺。通常成對出現，肉食性，以珊瑚蟲為食。

## 經濟利用
為色彩鮮豔的觀賞魚。

## 扩展阅读
維基物種上的相關：条纹蝴蝶魚